# Kolosivka, Veselînove
Kolosivka (în ucraineană Колосівка) este un sat în comuna Zelene din raionul Veselînove, regiunea Mîkolaiiv, Ucraina.

## Demografie
Componența lingvistică a localității Kolosivka
     Ucraineană (54,17%)
     Rusă (41,67%)
     Română (3,13%)
     Alte limbi (0,35%)
Conform recensământului din 2001, majoritatea populației localității Kolosivka era vorbitoare de ucraineană (54,17%), existând în minoritate și vorbitori de rusă (41,67%) și română (3,13%).